# 풀비오 민고지
풀비오 민고지(Fulvio Mingozzi, 1925년 10월 6일 ~ 2000년 9월 19일)는 이탈리아의 배우이다.
로마에서 사망하였다.

## 영화
- 섀도우 (1982년)
- 인페르노 (1980년)
- 서스페리아 1977 (1977년)
- 빅 라켓 (1976년)
- 써스페리아 2 (1975년)
- 마카담 정글 (1973년)